# 梅照院
梅照院（日语：梅照院）是位于日本东京都中野區的真言宗丰山派寺庙，系中野区内最大佛寺；山号新井山，寺号药王寺，又称“新井药师”；主尊为药师佛与如意轮观音一体两面之佛像，寺纹为梅钵，列于御府内八十八处第71处、新東京百景之一；与高尾山药王院、日向药王、峰之药师并称为“武相四大药师”，以保佑眼疾痊愈與子女養育著稱，相傳建于1586年（天正14年）。
西武铁道新宿线在周围设有新井药师前站，站前至山门的商店街组成新井药师的门前町；寺庙北侧设有新井药师公园。

## 历史
梅照院主尊原为新田氏的守护佛。相传新田义贞次子新田義興忙于与足利尊氏交战而怠于佛事，某夜家仆看到药师堂屋顶出现了一道光芒飞向远方，尔后发现守护佛主尊药师佛消失。此后，今梅照院内一棵梅树处出现一尊药师佛像，经原新田家臣确认得知是新田氏之守护佛。后来，原北条家臣梅原将监出家为僧，取法号行春，行经此地建立真言宗修行道场，香客自此渐多。
1617年（元和3年），第五代住持玄鏡在梦中得到药师佛授记，制成名为“梦想丸”的丹药，治愈了许多重病儿童，故此梅照院得称“子育药师”。
1629年（宽永6年），江户幕府第二代将军德川秀忠五女德川和子患上眼疾，束手无策之际，经在梅照院祈祷药师佛后迅速痊愈，广传梅照院之灵验，故亦得名“治愿药师”。

## 交通
- 西武铁道新宿线新井藥師前站徒步6分钟
- 東日本旅客鐵道中野站徒步15分钟
- 關東巴士池11路（池袋方向）及国際興業巴士中12路（江古田方向）新井薬師梅照院前站徒步2分钟

## 外部鏈接
- （寺廟官方網站）